# Giulia Dragoni
Giulia Dragoni (Milà, 7 de novembre de 2006) és una futbolista italiana que juga de migcampista a la Roma cedida pel Barcelona B, i a la selecció italiana de futbol.
Dragoni juga principalment com a migcampista i és coneguda per la seua capacitat de driblar.

## Biografia
Dragoni va nàixer l'any 2006 a Milà, Itàlia, i va rebre el sobrenom de la "petita Messi".
Com a jugadora juvenil, Dragoni es va unir a l'acadèmia juvenil del conjunt italià Franco Scarioni i posteriorment passà per les categories formatives de Cimiano i Pro Sesto.
Dragoni va començar la seva carrera sènior amb l'Inter de Milà. El 31 de gener de 2023, va fitxar pel Barcelona, convertint-se en la primera resident al centre de formació de La Masia de fora de l’Estat Espanyol ajudant al filial a guanyar la lliga. marcant quatre gols en deu partits.
El 26 de novembre de 2023 debuta amb el primer equip contra l'Athletic Bilbao, essent en aquell moment la cinquena jugadora més jove en debutar des de la professionalització de l'equip, amb 17 anys i 19 dies.

## Carrera internacional
Dragoni ha estat considerada com una gran promesa italiana. Amb 16 anys, fou convocada per a jugar amb la selecció italiana absoluta el Mundial del 2023. sent la segona jugadora més jove convocada pel torneig, només per darrere de Casey Phair.